# Lament (Kantxeli)
Lament, subtitulat Música de dol en memòria de Luigi Nono, és un concert per a violí, soprano i orquestra compost per Guia Kantxeli el 1994. El text és del poeta jueu-alemany Hans Sahl. Va ser un encàrrec del Schleswig-Holstein Musik Festival i el va dedicar a Gidon Kremer, que el va estrenar el 26 de juny de 1995 a Hamburg juntament amb la soprano Maacha Deubner i la Norddeutsche Philharmonie
Rostock, tots dirigits per Michael Zilm.
Kantxeli va conèixer el compositor modernista italià Luigi Nono quan aquest va viatjar a Leningrad, el 1987, i va apreciar profundament la música que havia sentit del seu col·lega georgià. Junts van iniciar un projecte artístic que va quedar truncat per la mort de Nono el 1990. En senyal d’homenatge, Kantxeli va escriure aquest concert per a violí, una de les composicions més commovedores del compositor georgià.
El text del poema Strophen (Versos) de Hans Sahl es troba dispers al llarg d'aquesta obra de 44 minuts. La major part de Lament manté un to calmat, però de sobte apareixen esclats orquestrals colpidors —com cops de martell, deliberadament vulgars i domèstics— que sacsegen l'oient.